# Billy Collins

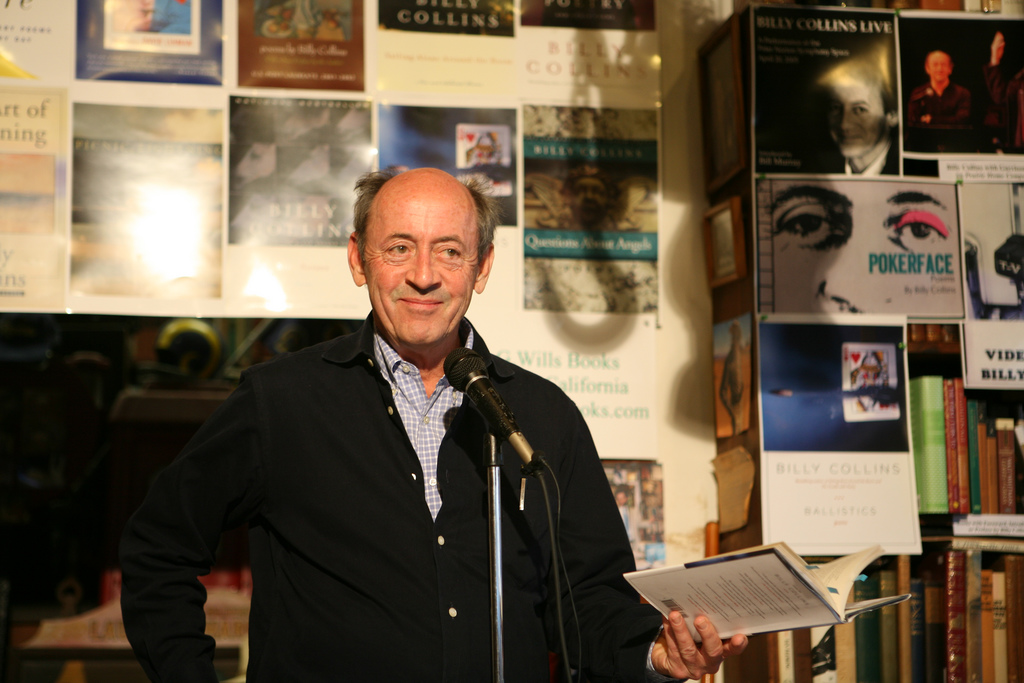
Billy Collins im Jahre 2008

William A. („Billy“) Collins (* 22. März 1941 in New York City) ist ein US-amerikanischer Schriftsteller. Er lebt in New York City.

## Ausbildung und Beruf
Collins wurde als Sohn der Eltern William und Katherine Collins 1941 geboren. Er studierte am College of the Holy Cross und der Universität von Kalifornien, Riverside. Später war er Distinguished Professor für Englisch am Lehman College der City University of New York, wo er von 1968 bis 2001 lehrte. In jüngster Zeit unterrichtete er am Sarah Lawrence College und wirkte dort auch als Gastautor.

## Werk
Billy Collins’ Dichtung wirkt leichter als die anderer Lyriker, da seine Gedichte in einem zwar skeptischen, aber dennoch humorvollen Ton verfasst sind. Collins verwendet eine eingängige Sprache, um den Leser in seine poetische Welt hineinzuziehen. Seine Gedichte beginnen zumeist mit einer gelassenen Rastlosigkeit. Er entdeckt das Leben von den Seitenlinien her, sich und seinen Lesern. So flaniert er amüsiert durch das scheinbar Gewohnte, um aus dem Material des Alltags Kleinode zu gewinnen. Seine Stärken: der Witz, die Sensibilität des Schauens, die Klarheit, der Drang des Forschers nach der Entdeckung von Mysterien.
Zu seinem Durchbruch in der breiten Öffentlichkeit kam es Anfang der Neunzigerjahre. Zwar war bereits 1992 ein Gedicht in dem wichtigen Lyrikjahrbuch „The Best American Poetry“ erschienen, aber die Popularität von Billy Collins beschränkte sich eher auf die Lyrikszene.
Vier Gedichtbände lagen zu dem Zeitpunkt vor, in denen sich die Poetik von Collins bereits ablesen ließ. Sein Manuskript zu dem Band „Questions About Angels“ wurde ausgewählt, als Buch in der renommierten National Poetry Series zu erscheinen. Garrison Keillor, ein Radiomoderator, bat Billy Collins, seine Gedichte in seiner Sendung „Prairie Home Companion“ zu lesen. Collins wurde populär.
Im Jahr 2000 rangelten zwei Verlage um Collins – ein in der Lyrik außergewöhnlicher Vorfall. Die New York Times berichtete über den Zwist auf Seite eins. Im Juni 2001 wurde er zum US Poet Laureate gewählt und hatte damit zwei Jahre lang gewissermaßen das höchste Amt für Poesie inne, das seine Heimat zu vergeben hat. Damit steht er in einer Reihe mit Dichtern wie Mark Strand, Joseph Brodsky, Rita Dove und Robert Hass.
Collins befindet sich im Mittelpunkt der Bewegung, die das Interesse an der Dichtkunst wieder wecken möchte. Am 6. September 2002 trug er sein Gedicht „The Names“ bei einer außerordentlichen Sitzung des Kongresses vor, die in Erinnerung an die Opfer der Angriffe vom 11. September 2001 abgehalten wurde. Als „Poet Laureate“ veröffentlichte Collins unter dem Titel „Poetry 180“ eine Sammlung von 180 Gedichten (eines für jeden Tag eines typischen Schuljahres). Das erste Gedicht, „Introduction to Poetry“, ermuntert dazu, sich an der Poesie zu erfreuen, anstatt sie nur zu interpretieren und damit „das Gedicht mit einem Seil an einen Stuhl zu fesseln / und ein Bekenntnis aus ihm herauszufoltern.“
Obwohl Collins’ Dichtung oft mit der von Robert Frost verglichen wird, ist sein Werk eher durch eine Ablehnung formaler lyrischer Prinzipien gekennzeichnet. Beispielsweise beginnt sein Gedicht „Sonnet“ folgendermaßen: „All we need is fourteen lines, well, thirteen now“ und geht auch auf diese Art und Weise weiter; sein „Sonett“ hat zwar vierzehn Verse, aber es reimt sich nicht und abgesehen vom letzten Vers gibt es auch keinen jambischen Fünfheber. Mit seinem Hohngedicht „Paradelle for Susan“ erfand er die poetische Form der Paradelle als Parodie der Villanelle; die Paradelle ist symbolisch für seine Zurückweisung der formalen Dichtung.

## Auszeichnungen
Collins erhielt zahlreiche Preise der Zeitschrift „Poetry“. 1994 wurde er von dieser Zeitschrift als „Dichter des Jahres“ gewählt. Außerdem war er Stipendiat der National Endowment for the Arts, der John Simon Guggenheim Memorial Foundation und der „New York Foundation for the Arts“.
Zwei Jahre lang, von 2001 bis 2003, war Billy Collins amtierender Poet Laureate der Vereinigten Staaten. In seinem Heimatstaat wurde er als „Literary Lion“ der öffentlichen Bücherei von New York gewürdigt und 2004 zum New Yorker Staatsdichter ausgewählt.
1997 nahm er eine Sammlung mit dreiunddreißig seiner Gedichte unter dem Titel „The Best Cigarette“ auf. Die CD wurde ein Bestseller. Im Jahr 2005 wurde die CD mit einer Creative Commons Lizenz wiederveröffentlicht, die eine freie, nicht-kommerzielle Verbreitung der Aufnahme erlaubt. Collins nahm auch zwei seiner Gedichte für die Audioversion von Garrison Keillors Sammlung „Good Poems“ (2002) auf.
2016 wurde er in die American Academy of Arts and Letters aufgenommen.

## Stimmen zum Werk
Entertainment Weekly: „Ein Jerry Seinfeld der Lyrik.“
John Updike: „Billy Collins schreibt bezaubernde Gedichte. .. Klar, galant und immer verblüffend. Ernsthafter, als sie zunächst scheinen, beschreiben sie all jene Welten, die es gibt und gab und einige weitere dazu.“
Richard Alleva: „Das Wichtigste, das über Collins gesagt werden kann, ist, daß er sich selbst als Dichter eine geringe Bedeutung zuschreibt, und das in rebellischem Ausmaß, er ist ein Dichter, der einen bedeutenderen Status ablehnen würde, selbst wenn er ihm aufgedrängt würde.“

## Bibliographie

### Gedichtbände
- The Trouble With Poetry and Other Poems, (2005, ISBN 0-375-50382-X)
- Nine Horses (2002, ISBN 0-375-50381-1)
- Sailing Alone Around the Room: New and Selected Poems (2001, ISBN 0-375-50380-3)
- Picnic, Lightning (1998, ISBN 0-8229-4066-3)
- The Art of Drowning (1995, ISBN 0-8229-3893-6), which was a Lenore Marshall Poetry Prize finalist
- Questions About Angels (1991, ISBN 0-8229-4211-9), the winner (two years later) of the National Poetry Series competition
- The Apple That Astonished Paris (1988, ISBN 1-55728-023-1)
- Video Poems (1980)
- Pokerface (1977)

### Anthologien
- 180 More: Extraordinary Poems for Everyday Life (2005, ISBN 0-8129-7296-1)
- Poetry 180: A Turning Back to Poetry, (2003, ISBN 0-8129-6887-5)

### Deutschsprachige Ausgaben
- Schnee schaufeln mit Buddha (aus dem Amerikanischen von Ron Winkler, Edition Erata, Leipzig 2006)